# タリシュ語
タリシュ語（タリシュご）は、イラン語群に属する言語である。イラン北部のギーラーン州、アルダビール州やアゼルバイジャン南部で話されている。